# 라트비아 군단
라트비아 군단(라트비아어: Latviešu leģions, 독일어: Lettisch Legion)은 제2차 세계 대전 시기에 결성된 무장친위대 소속 라트비아인 의용부대 중 하나이다.

## 같이 보기
- 에스토니아 군단